# Les Amours de monsieur Vieux Bois

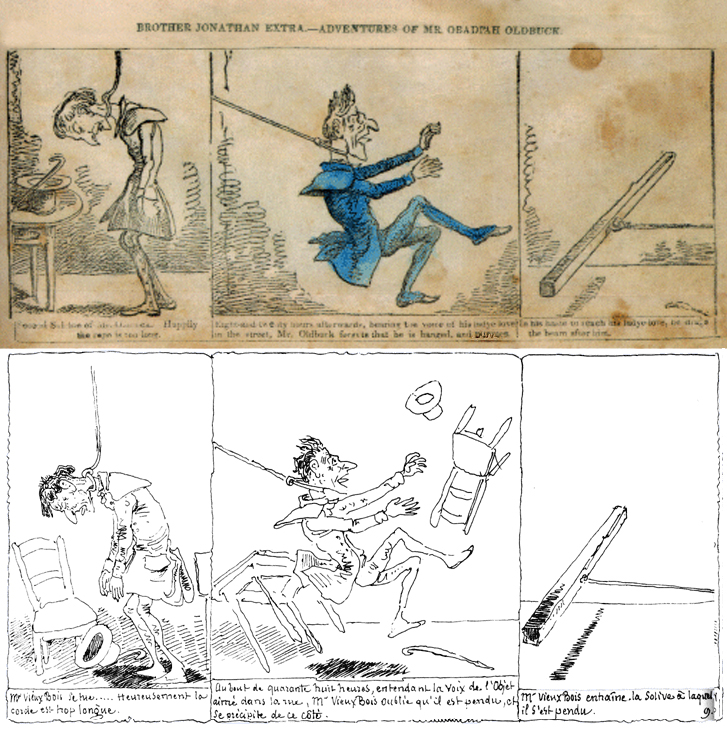
« Les Amours de monsieur Vieux Bois » en bas, en noir & blanc, et sa traduction en anglais, en couleur, « Obadiah Oldbuck », au dessus.

Les Amours de monsieur Vieux Bois est une « littérature en estampes » de Rodolphe Töpffer. Elle est aujourd'hui considérée comme la première bande dessinée connue : elle a été dessinée en 1827 mais autographiée et publiée en 1837 après Histoire de monsieur Jabot.
La seconde édition, tirée à Genève en 1839, est au format In-8° oblong, 92 pages de figure, la couverture est titrée « Mr Vieux Bois ».
Cette bande dessinée est ensuite traduite en anglais et sorti aux États-Unis en 1842 sous le nom « The Adventures of Mr. Obadiah Oldbuck », publié comme supplément du Brother Jonathan (en), un journal de New York. Elle est considérée comme la première bande dessinée sortie aux États-Unis.

## Synopsis